# Cucuvitrum
Cucuvitrum is een geslacht van zeekomkommers uit de familie Cucumariidae.

## Soort
- Cucuvitrum rowei O'Loughlin & O'Hara, 1992